# 李謙 (元)
李 謙（り けん、1232年 - 1310年）は、モンゴル帝国（大元ウルス）に仕えた漢人官僚の一人。字は受益。鄆州東阿県の出身。東平四傑の一人に数えられる。

## 概要
李謙の祖父の李元は医者として著名な人物で、父の李唐佐も仕官を望まなかったという。李謙は幼いころから学問に励み、長ずると徐世隆・孟祺・閻復らとともに東平四傑として知られるようになった。李謙は四傑の中でも主席であり、漢人世侯の厳実が支配する東平府の教授となった。
その後、翰林学士の王磐が李謙の名声を聞いて召し出し、応奉翰林文字の地位を得てモンゴル帝国の第5代皇帝クビライの朝廷に仕えるようになった。1278年（至元15年）にはクビライが上都に移るのに扈従し、この時銀壷・藤枕を下賜されている。1281年（至元18年）より直学士となり、皇太子のチンキムに仕えるようになった。チンキムがクビライに先立って早世すると、その息子のテムルに仕えるようになり、侍読学士の地位に転じた。しかし、1289年（至元26年）には足の病を理由に職を辞した。
1294年（至元31年）にクビライが亡くなりテムルが成宗オルジェイトゥ・カアンとして即位すると、李謙は上都に召し出された。成宗は李謙を労わった上で、病が癒えたら国政に参画するよう述べて学士としたが、やはり李謙の病は癒えず元貞年間に家に戻った。1302年（大徳6年）には再び翰林承旨の地位を授けられたが、既に71歳であることを理由に職を辞すも、1305年（大徳9年）にも召し出されている。1308年（至大元年）、カイシャン（武宗クルク・カアン）が即位してその弟のアユルバルワダが皇太子となると、太子少傅とされようとしたが、これも固辞している。
1311年（至大4年）、アユルバルワダが即位すると再び召し出され、病を押して参上し、九事について上したという。集賢大学士・栄禄大夫の地位を授けられたがやはりこれを辞退し、銀150両・金織幣3匹・帛3匹を下賜されて家に戻った後、79歳にして死去した。